# Duffyia basilewskyi
Duffyia basilewskyi är en skalbaggsart som först beskrevs av Duffy 1955.  Duffyia basilewskyi ingår i släktet Duffyia och familjen långhorningar.
Artens utbredningsområde är Rwanda. Inga underarter finns listade i Catalogue of Life.